# Weltklasse Zürich 2022
Weltklasse Zürich 2022 war eine Leichtathletik-Veranstaltung, die am 7. und 8. September im Letzigrund sowie am Sechseläutenplatz in der Zürcher Altstadt stattfand und Teil der Diamond League war. Es war dies das letzte Meeting Veranstaltungsreihe und Zürich war erneut nach dem Vorjahr alleiniger Ausrichter des Finals in allen 16 Bewerben für Männer und Frauen.

## Ergebnisse

### Männer

#### 100 m
| Platz | Athlet          | Land | Zeit (s) |
| ----- | --------------- | ---- | -------- |
| 1     | Trayvon Bromell | USA  | 09,94    |
| 2     | Yohan Blake     | JAM  | 10,05    |
| 3     | Aaron Brown     | CAN  | 10,06    |
| 4     | Akani Simbine   | RSA  | 10,07    |
| 5     | Yupun Abeykoon  | LKA  | 10,14    |
| 6     | Reece Prescod   | GBR  | 10,16    |
| 7     | Kyree King      | USA  | 10,18    |
| 8     | Andre De Grasse | CAN  | 10,21    |

Wind: −0,3 m/s

#### 200 m
| Platz | Athlet           | Land | Zeit (s) |
| ----- | ---------------- | ---- | -------- |
| 1     | Noah Lyles       | USA  | 19,52 MR |
| 2     | Aaron Brown      | CAN  | 20,02    |
| 3     | Alexander Ogando | DOM  | 20,02    |
| 4     | Erriyon Knighton | USA  | 20,20    |
| 5     | Kenneth Bednarek | USA  | 20,20    |
| 6     | Andre De Grasse  | CAN  | 20,43    |
| 7     | Jereem Richards  | TTO  | 20,56    |
| 8     | Fausto Desalu    | ITA  | 20,79    |

Wind: −0,6 m/s

#### 400 m
| Platz | Athlet              | Land | Zeit (s) |
| ----- | ------------------- | ---- | -------- |
| 1     | Kirani James        | GRN  | 44,26    |
| 2     | Bryce Deadmon       | USA  | 44,47    |
| 3     | Vernon Norwood      | USA  | 44,66    |
| 4     | Zakhiti Nene        | RSA  | 44,74    |
| 5     | Ricky Petrucciani   | SUI  | 45,31    |
| 6     | Isaac Makwala       | BOT  | 45,56    |
| 7     | Liemarvin Bonevacia | NED  | 45,84    |

#### 800 m
| Platz | Athlet                       | Land | Zeit (min) |
| ----- | ---------------------------- | ---- | ---------- |
| 1     | Emmanuel Korir               | KEN  | 1:43,26 WL |
| 2     | Marco Arop                   | CAN  | 1:43,38 SB |
| 3     | Jake Wightman                | GBR  | 1:44,10    |
| 4     | Wycliffe Kinyamal            | KEN  | 1:44,47    |
| 5     | Bryce Hoppel                 | USA  | 1:44,77    |
| 6     | Andreas Kramer               | SWE  | 1:44,94    |
| 7     | Gabriel Tual                 | FRA  | 1:45,25    |
| 8     | Benjamin Robert              | FRA  | 1:48,11    |
|       | Patryk Sieradzki (Pacemaker) | POL  | DNF        |

#### 1500 m
| Platz | Athlet                      | Land | Zeit (min) |
| ----- | --------------------------- | ---- | ---------- |
| 1     | Jakob Ingebrigtsen          | NOR  | 3:29,02    |
| 2     | Timothy Cheruiyot           | KEN  | 3:30,27    |
| 3     | Oliver Hoare                | AUS  | 3:30,59    |
| 4     | Abel Kipsang                | KEN  | 3:31,36    |
| 5     | Stewart McSweyn             | AUS  | 3:31,45    |
| 6     | Josh Kerr                   | GBR  | 3:31,85    |
| 7     | Charles Grethen             | LUX  | 3:33,16    |
| 8     | Abdellatif Sadiki           | MAR  | 3:34,12    |
| 9     | Jake Heyward                | GBR  | 3:34,27    |
| 10    | Michał Rozmys               | POL  | 3:34,80    |
|       | Matthew Ramsden (Pacemaker) | AUS  | DNF        |

#### 5 km Straßenlauf
| Platz                | Athlet                   | Land | Zeit (min) |
| -------------------- | ------------------------ | ---- | ---------- |
| 1                    | Nicholas Kimeli          | ETH  | 13:00      |
| 2                    | Dominic Lokinyomo Lobalu | SSD  | 13:00      |
| 3                    | Grant Fisher             | USA  | 13:01      |
| 4                    | Telahun Haile Bekele     | ETH  | 13:03      |
| 5                    | Berihu Aregawi           | ETH  | 13:04      |
| 6                    | Cornelius Kemboi         | KEN  | 13:10      |
| 7                    | Selemon Barega           | ETH  | 13:14      |
|                      | Maximilian Thorwirth     | GER  | DNF        |
| Yomif Kejelcha       | ETH                      | DNF  |            |
| Jacob Krop           | KEN                      | DNF  |            |
| Thierry Ndikumwenayo | BDI                      | DNF  |            |

#### 110 m Hürden
| Platz | Athletin          | Land | Zeit (s) |
| ----- | ----------------- | ---- | -------- |
| 1     | Grant Holloway    | USA  | 13,02    |
| 2     | Rasheed Broadbell | JAM  | 13,06    |
| 3     | Hansle Parchment  | JAM  | 13,26    |
| 4     | Asier Martínez    | ESP  | 13,29    |
| 5     | Trey Cunningham   | USA  | 13,30    |
| 7     | Jason Joseph      | SUI  | 13,54    |
| 7     | Damian Czykier    | POL  | 13,65    |
| 8     | Just Kwaou-Mathey | FRA  | 13,73    |
| 9     | Rafael Pereira    | BRA  | 13,73    |

Wind: −1,0 m/s

#### 400 m Hürden
| Platz | Athletin          | Land | Zeit (s) |
| ----- | ----------------- | ---- | -------- |
| 1     | Alison dos Santos | BRA  | 46,98    |
| 2     | Khallifah Rosser  | USA  | 47,76    |
| 3     | CJ Allen          | USA  | 48,21    |
| 4     | Wilfried Happio   | FRA  | 48,72    |
| 5     | Julien Watrin     | BEL  | 49,08    |
| 6     | Yasmani Copello   | TUR  | 49,10    |
| 7     | Julien Bonvin     | SUI  | 49,63    |
| 8     | Nick Smidt        | NED  | 51,82    |

#### 3000 m Hindernis
| Platz                         | Athlet                  | Land | Zeit (min) |
| ----------------------------- | ----------------------- | ---- | ---------- |
| 1                             | Soufiane el-Bakkali     | MAR  | 8:07,67    |
| 2                             | Getnet Wale             | ETH  | 8:08,56    |
| 3                             | Abraham Kibiwot         | KEN  | 8:08,61    |
| 4                             | Ryūji Miura             | JPN  | 8:12,65    |
| 5                             | Leonard Kipkemoi Bett   | KEN  | 8:13,21    |
| 6                             | Amos Serem              | KEN  | 8:15,64    |
| 7                             | Lawrence Kemboi Kipsang | KEN  | 8:17,98    |
| 8                             | Hailemariyam Amare      | ETH  | 8:24,49    |
|                               | Abderrafia Bouassel     | MAR  | DNF        |
| Wilberforce Kones (Pacemaker) | KEN                     | DNF  |            |

#### Hochsprung
| Platz | Athlet             | Land | Höhe (m) |
| ----- | ------------------ | ---- | -------- |
| 1     | Gianmarco Tamberi  | ITA  | 2,34     |
| 2     | JuVaughn Harrison  | USA  | 2,34     |
| 3     | Django Lovett      | CAN  | 2,27     |
| 4     | Andrij Prozenko    | UKR  | 2,24     |
| 5     | Hamish Kerr        | NZL  | 2,21     |
| 6     | Mutaz Essa Barshim | QAT  | 2,18     |

#### Stabhochsprung
| Platz | Athlet             | Land | Höhe (m) |
| ----- | ------------------ | ---- | -------- |
| 1     | Armand Duplantis   | SWE  | 6,07 MR  |
| 2     | Sondre Guttormsen  | NOR  | 5,86     |
| 3     | Christopher Nilsen | USA  | 5,81     |
| 4     | Renaud Lavillenie  | FRA  | 5,81     |
| 5     | Ben Broeders       | BEL  | 5,72     |
| 6     | Thiago Braz        | BRA  | 5,72     |
| 7     | Dominik Alberto    | SUI  | 5,42     |

#### Weitsprung
| Platz | Athlet              | Land | Weite (m) |
| ----- | ------------------- | ---- | --------- |
| 1     | Miltiadis Tendoglou | GRC  | 8,42      |
| 2     | Marquis Dendy       | USA  | 8,18      |
| 3     | Maykel Massó        | CUB  | 8,05      |
| 4     | Thobias Montler     | SWE  | 8,01      |
| 5     | Simon Ehammer       | SUI  | 7,93      |
| 6     | Emiliano Lasa       | URU  | 7,64      |

#### Dreisprung
| Platz | Athlet               | Land | Weite (m) |
| ----- | -------------------- | ---- | --------- |
| 1     | Andy Díaz            | CUB  | 17,70     |
| 2     | Pedro Pablo Pichardo | POR  | 17,63     |
| 3     | Jordan Díaz          | CUB  | 17,60     |
| 4     | Hugues Fabrice Zango | BFA  | 17,43     |
| 5     | Almir dos Santos     | BRA  | 17,10     |
| 6     | Lázaro Martínez      | CUB  | 16,75     |

#### Kugelstoßen
| Platz | Athlet           | Land | Weite (m)          |
| ----- | ---------------- | ---- | ------------------ |
| 1     | Joe Kovacs       | USA  | 23,23 WL MR DLR PB |
| 2     | Ryan Crouser     | USA  | 22,74              |
| 3     | Tomas Walsh      | NZL  | 21,90              |
| 4     | Jacko Gill       | NZL  | 21,51              |
| 5     | Filip Mihaljević | HRV  | 21,43              |
| 6     | Nick Ponzio      | ITA  | 20,71              |

#### Diskuswurf
| Platz | Athlet              | Land | Weite (m) |
| ----- | ------------------- | ---- | --------- |
| 1     | Kristjan Čeh        | SVN  | 67,10     |
| 2     | Lukas Weißhaidinger | AUT  | 65,70     |
| 3     | Andrius Gudžius     | LTU  | 65,28     |
| 4     | Sam Mattis          | USA  | 64,04     |
| 5     | Daniel Ståhl        | SWE  | 65,16     |
| 6     | Matthew Denny       | AUS  | 63,20     |

#### Speerwurf
| Platz | Athlet          | Land | Weite (m) |
| ----- | --------------- | ---- | --------- |
| 1     | Neeraj Chopra   | IND  | 88,44     |
| 2     | Jakub Vadlejch  | CZE  | 86,94     |
| 3     | Julian Weber    | GER  | 83,73     |
| 4     | Curtis Thompson | USA  | 82,10     |
| 5     | Patriks Gailums | LAT  | 80,44     |
| 6     | Leandro Ramos   | POR  | 71,96     |

### Frauen

#### 100 m
| Platz | Athletin                | Land | Zeit (s)  |
| ----- | ----------------------- | ---- | --------- |
| 1     | Shelly-Ann Fraser-Pryce | JAM  | 10,65 =MR |
| 2     | Shericka Jackson        | JAM  | 10,81     |
| 3     | Marie-Josée Ta Lou      | CIV  | 10,91     |
| 4     | Daryll Neita            | GBR  | 11,02     |
| 5     | Aleia Hobbs             | USA  | 11,03     |
| 6     | Twanisha Terry          | USA  | 11,10     |
| 7     | Sha’Carri Richardson    | USA  | 11,13     |
| 8     | Natasha Morrison        | JAM  | DSQ       |

Wind: −0,8 m/s

#### 200 m
| Platz | Athletin          | Land | Zeit (s) |
| ----- | ----------------- | ---- | -------- |
| 1     | Shericka Jackson  | JAM  | 21,80    |
| 2     | Gabrielle Thomas  | USA  | 22,38    |
| 3     | Tamara Clark      | USA  | 22,42    |
| 4     | Jenna Prandini    | USA  | 22,45    |
| 5     | Mujinga Kambundji | SUI  | 22,65    |
| 6     | Tynia Gaither     | BAH  | 22,66    |
| 7     | Ida Karstoft      | DEN  | 22,80    |
| 8     | Beth Dobbin       | GBR  | 23,83    |

Wind: −0,9 m/s

#### 400 m
| Platz | Athletin                | Land | Zeit (s) |
| ----- | ----------------------- | ---- | -------- |
| 1     | Marileidy Paulino       | DOM  | 48,99 WL |
| 2     | Fiordaliza Cofil        | DOM  | 49,93    |
| 3     | Sada Williams           | BAR  | 49,98    |
| 4     | Candice McLeod          | JAM  | 50,03    |
| 5     | Natalia Kaczmarek       | POL  | 50,74    |
| 6     | Anna Kiełbasińska       | POL  | 50,93    |
| 7     | Lieke Klaver            | NED  | 51,55    |
| 8     | Stephenie Ann McPherson | JAM  | 52,32    |

#### 800 m
| Platz | Athletin                   | Land | Zeit (min) |
| ----- | -------------------------- | ---- | ---------- |
| 1     | Mary Moraa                 | KEN  | 1:57,63    |
| 2     | Natoya Goule               | JAM  | 1:57,85    |
| 3     | Sage Hurta                 | USA  | 1:58,47    |
| 4     | Halimah Nakaayi            | UGA  | 1:58,82    |
| 5     | Keely Hodgkinson           | GBR  | 1:59,06    |
| 6     | Anita Horvat               | SVN  | 1:59,25    |
| 7     | Rénelle Lamote             | FRA  | 1:59,38    |
| 8     | Lore Hoffmann              | SUI  | 1:59,69    |
| 9     | Elena Bellò                | ITA  | 2:00,24    |
|       | Olivia Baker (Pacemakerin) | USA  | DNF        |

#### 1500 m
| Platz | Athletin                   | Land | Zeit (min) |
| ----- | -------------------------- | ---- | ---------- |
| 1     | Faith Kipyegon             | KEN  | 4:00,44    |
| 2     | Ciara Mageean              | IRL  | 4:01,68    |
| 3     | Freweyni Hailu             | ETH  | 4:01,73    |
| 4     | Diribe Welteji             | ETH  | 4:01,79    |
| 5     | Laura Muir                 | USA  | 4:02,31    |
| 6     | Gudaf Tsegay               | ETH  | 4:02,41    |
| 7     | Heather MacLean            | USA  | 4:02,90    |
| 8     | Cory McGee                 | USA  | 4:04,63    |
| 9     | Axumawit Embaye            | ETH  | 4:05,91    |
| 10    | Hirut Meshesha             | ETH  | 4:06,28    |
|       | Allie Wilson (Pacemakerin) | USA  | DNF        |

#### 5 km Straßenlauf
| Platz | Athletin                              | Land | Zeit (min) |
| ----- | ------------------------------------- | ---- | ---------- |
| 1     | Beatrice Chebet                       | KEN  | 14:32      |
| 2     | Margaret Kipkemboi                    | KEN  | 14:32      |
| 3     | Gudaf Tsegay                          | ETH  | 14:33      |
| 4     | Ejgayehu Taye                         | ETH  | 14:33      |
| 5     | Sifan Hassan                          | NED  | 14:38      |
| 6     | Alicia Monson                         | USA  | 14:38      |
| 7     | Hawi Feysa                            | ETH  | 14:58      |
| 8     | Amy-Eloise Markovc                    | GBR  | 15:29      |
| 9     | Marta García                          | ESP  | 15:50      |
| 10    | Rose Davies                           | AUS  | 16:08      |
|       | Viktória Wagner-Gyürkés (Pacemakerin) | HUN  | DNF        |

#### 100 m Hürden
| Platz | Athletin              | Land | Zeit (s) |
| ----- | --------------------- | ---- | -------- |
| 1     | Tobi Amusan           | NGR  | 12,29    |
| 2     | Tia Jones             | USA  | 12,40    |
| 3     | Britany Anderson      | JAM  | 12,42    |
| 4     | Jasmine Camacho-Quinn | PUR  | 12,49    |
| 5     | Devynne Charlton      | BAH  | 12,66    |
| 6     | Nia Ali               | USA  | 12,67    |
| 7     | Pia Skrzyszowska      | POL  | 12,72    |
| 8     | Kendra Harrison       | USA  | 13,02    |
| 9     | Ditaji Kambundji      | SUI  | 13,22    |

Wind: −0,3 m/s

#### 400 m Hürden
| Platz | Athletin            | Land | Zeit (s) |
| ----- | ------------------- | ---- | -------- |
| 1     | Femke Bol           | NED  | 53,03    |
| 2     | Gianna Woodruff     | PAN  | 53,72    |
| 3     | Janieve Russell     | JAM  | 53,77    |
| 4     | Dalilah Muhammad    | USA  | 53,83    |
| 5     | Rushell Clayton     | JAM  | 54,25    |
| 6     | Wiktorija Tkatschuk | UKR  | 54,79    |
| 7     | Anna Ryschykowa     | UKR  | 55,09    |
| 8     | Ayomide Folorunso   | ITA  | 55,86    |

#### 3000 m Hindernis
| Platz | Athletin                        | Land | Zeit (min) |
| ----- | ------------------------------- | ---- | ---------- |
| 1     | Werkuha Getachew                | ETH  | 9:03,57    |
| 2     | Winfred Mutile Yavi             | BHR  | 9:04,47    |
| 3     | Faith Cherotich                 | KEN  | 9:06,14    |
| 4     | Zerfe Wondemagegn               | ETH  | 9:06,37    |
| 5     | Jackline Chepkoech              | KEN  | 9:11,06    |
| 6     | Sembo Almayew                   | ETH  | 9:14,10    |
| 7     | Emma Coburn                     | USA  | 9:20,00    |
| 8     | Natalija Strebkowa              | UKR  | 9:32,90    |
| 9     | Chiara Scherrer                 | SUI  | 9:34,52    |
| 10    | Daisy Jepkemei                  | KAZ  | 9:47,50    |
|       | Virginia Nyambura (Pacemakerin) | KEN  | DNF        |

#### Hochsprung
| Platz | Athletin              | Land | Höhe (m) |
| ----- | --------------------- | ---- | -------- |
| 1     | Jaroslawa Mahutschich | UKR  | 2,03     |
| 2     | Iryna Heraschtschenko | UKR  | 1,94     |
| 3     | Nicola Olyslagers     | AUS  | 1,94     |
| 4     | Nadeschda Dubowizkaja | KAZ  | 1,91     |
| 5     | Elena Vallortigara    | ITA  | 1,91     |
| 6     | Julija Lewtschenko    | UKR  | 1,88     |

#### Stabhochsprung
| Platz | Athletin           | Land | Höhe (m) |
| ----- | ------------------ | ---- | -------- |
| 1     | Nina Kennedy       | AUS  | 4,81     |
| 2     | Sandi Morris       | USA  | 4,76     |
| 3     | Tina Šutej         | SVN  | 4,61     |
| 4     | Roberta Bruni      | ITA  | 4,61     |
| 5     | Wilma Murto        | FIN  | 4,61     |
| 6     | Katerina Stefanidi | GRC  | 4,51     |
| 7     | Angelica Moser     | SUI  | 4,51     |

#### Weitsprung
| Platz | Athletin                | Land | Weite (m) |
| ----- | ----------------------- | ---- | --------- |
| 1     | Ivana Vuleta            | SRB  | 6,97      |
| 2     | Khaddi Sagnia           | SWE  | 6,55      |
| 3     | Quanesha Burks          | UKR  | 6,54      |
| 4     | Malaika Mihambo         | GER  | 6,52      |
| 5     | Annik Kälin             | SUI  | 6,50      |
| 6     | Maryna Bech-Romantschuk | UKR  | 6,50      |
| 7     | Lorraine Ugen           | GBR  | 6,38      |

#### Dreisprung
| Platz | Athletin                | Land | Weite (m) |
| ----- | ----------------------- | ---- | --------- |
| 1     | Yulimar Rojas           | VEN  | 15,28     |
| 2     | Maryna Bech-Romantschuk | UKR  | 14,96     |
| 3     | Shanieka Ricketts       | JAM  | 14,85     |
| 4     | Tori Franklin           | USA  | 14,75     |
| 5     | Thea LaFond             | DMA  | 14,56     |
|       | Patrícia Mamona         | POR  | 14,24     |

#### Kugelstoßen
| Platz | Athletin            | Land | Weite (m) |
| ----- | ------------------- | ---- | --------- |
| 1     | Chase Ealey         | USA  | 20,19     |
| 2     | Sarah Mitton        | CAN  | 19,56     |
| 3     | Auriol Dongmo       | POR  | 19,46     |
| 4     | Jessica Schilder    | USA  | 19,06     |
| 5     | Danniel Thomas-Dodd | JAM  | 19,04     |
| 6     | Fanny Roos          | SWE  | 18,37     |

#### Diskuswurf
| Platz | Athletin         | Land | Weite (m) |
| ----- | ---------------- | ---- | --------- |
| 1     | Valarie Allman   | USA  | 67,77     |
| 2     | Sandra Perković  | HRV  | 67,31     |
| 3     | Liliana Cá       | POR  | 63,34     |
| 4     | Kristin Pudenz   | GER  | 61,45     |
| 5     | Claudine Vita    | GER  | 61,34     |
| 6     | Laulauga Tausaga | USA  | 58,90     |

#### Speerwurf
| Platz | Athletin          | Land | Weite (m) |
| ----- | ----------------- | ---- | --------- |
| 1     | Kara Winger       | USA  | 64,98     |
| 2     | Kelsey-Lee Barber | AUS  | 63,72     |
| 3     | Haruka Kitaguchi  | JPN  | 63,56     |
| 4     | Līna Mūze         | LAT  | 60,35     |
| 5     | Barbora Špotáková | CZE  | 59,08     |
| 6     | Liveta Jasiūnaitė | POL  | 57,73     |